# Tlaleng Mofokeng

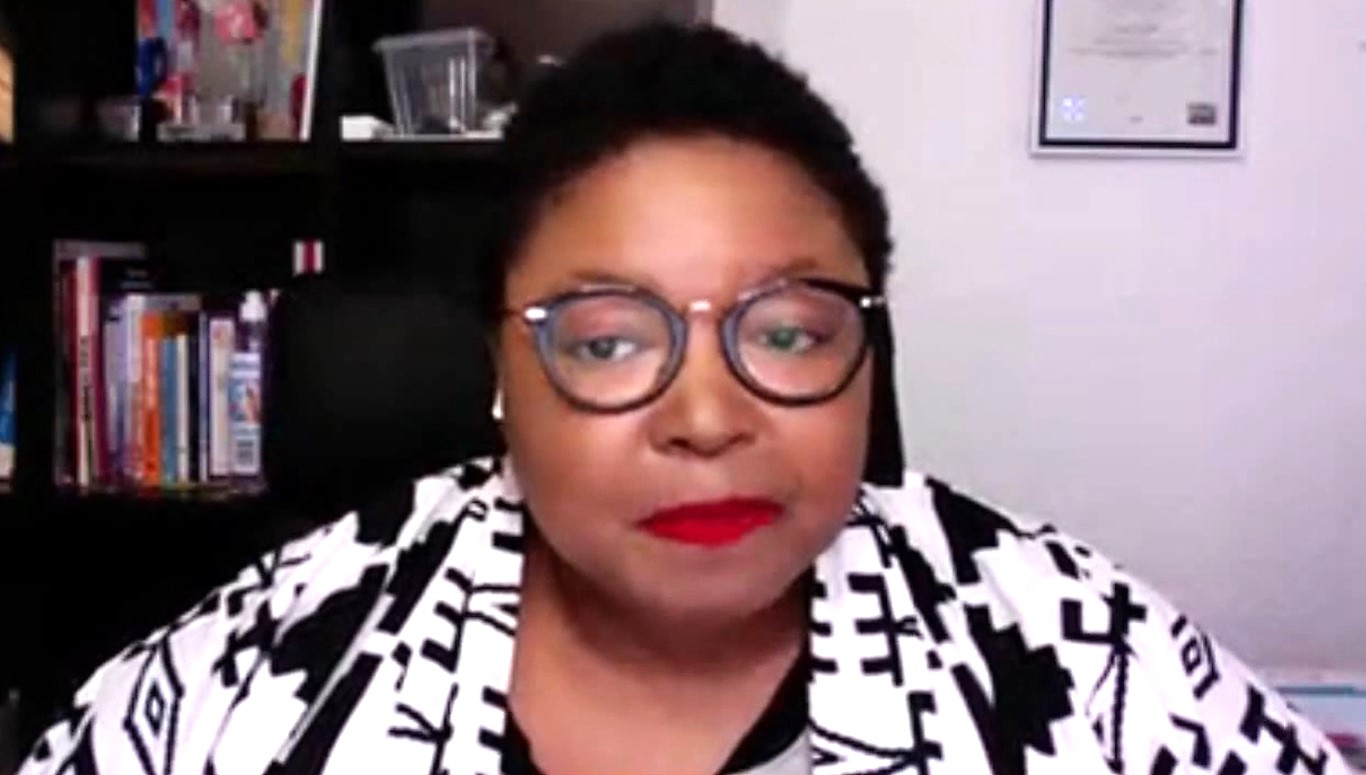
Tlaleng Mofokeng (2021)

Tlaleng Mofokeng ist eine südafrikanische Ärztin. Schwerpunkte ihrer Arbeit sind der Kampf gegen HIV/AIDS und Gesundheitsaufklärung. Sie ist seit 2020 Sonderberichterstatterin der Vereinten Nationen zum Recht auf Gesundheit.

## Herkunft und Ausbildung
Mofokeng wurde im Homeland QwaQwa geboren. Sie absolvierte ihr Grundstudium an der Nelson R. Mandela School of Medicine der Universität von KwaZulu-Natal. Sie schloss ihr Studium 2007 ab und arbeitete zunächst als Ärztin im Gesundheitsamt der Provinz Gauteng. Sie machte  eine Weiterbildung zur Kinderärztin im Charlotte Maxeke Johannesburg Academic Hospital und den West-Rand-Kliniken und war für verschiedene Gesundheitsdienste verantwortlich.

## Karriere
Mofokeng arbeitete im Hochschulbereich und in der beruflichen Bildung Südafrikas in Programmen zur Eindämmung von HIV/AIDS u. a. mittels Aufklärungs-Videoserien. Sie präsentierte Gesundheitsdokumentationen auf Al Jazeera. Von 2015 an war Mofokeng bei International SOS verantwortlich für die medizinische Versorgung von Johannesburg. In dieser Funktion leitete sie auch die Koalition für sexuelle und reproduktive Gerechtigkeit in Südafrika.
Schwerpunkte ihrer Arbeit waren Gleichstellung der Geschlechter, die Gesundheit von Neugeborenen und eben der Umgang mit HIV. Sie war 2017 Landesvorsitzende von Global Doctors for Choice und 2019 südafrikanische Kommissarin für Gender Equality. Sie setzte sich auch über das Committee on the Elimination of Discrimination against Women für die juristische Ahndung von häuslicher Gewalt.
2021 wurde sie in den Vorstand der International Partnership for Microbicides berufen, einer Non-Profit-Organisation, die sich um die Bereitstellung von antiviral wirksamen Substanzen für Frauen in Entwicklungsländern kümmert. Sie ist als Dozentin an der  Georgetown University (Georgetown (Washington, D.C.)) tätig.
Mofokeng tritt oft als „Dr T“ auf. Ihr erstes Buch „Dr T: Ein Führer zu sexueller Gesundheit und Vergnügen“ wurde 2021 bei Picador veröffentlicht. Die Sunday Sun schrieb dazu, „Die Magie liegt in der warmen, mütterlichen, sensiblen und nicht-wertenden Vermittlung von Inhalten“. Mofokeng leitet auch die Entwicklung von Sentable, einer Mobil-App, die das körperliche und seelische Wohlbefinden von jungen afrikanischen HIV-Infizierten unterstützt.
Mofokeng tritt als Anwältin für universalen Zugang zu Gesundheitsversorgung an mit besonderem Schwerpunkt auf die Gesundheit von Heranwachsenden. Sie ist auch als Dozentin am International Institute for Global Health Gender & Health Hub der United Nations University tätig.

## Ehrenamtliche Tätigkeit
Im Juli 2020 wurde Mofokeng vom UN-Menschenrechtsrat zur Sonderberichterstatterin zum Recht auf Gesundheit ernannt. Sie war die erste Frau und die erste Afrikanerin auf dieser Position.
Seit 2022 ist sie Mitglied des Beirats der Goalkeepers für die Bill & Melinda Gates Foundation.

## Auszeichnungen und Ehrungen
- 2016 „One of the top 200 Young South Africans“ Mail & Guardian[14]
- 2016 „120 Under 40 Leader“ Bill and Melinda Gates Foundation[2]
- 2017 „Most Influential Young Africans“ bei den „Africa Youth Awards“[12]
- 2018 „New Voices Senior Fellow“ des Aspen Institute[15][16]
- 2021 100 Women der BBC[15]